# クラッキング (化学)

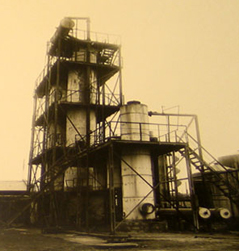
シューホフの接触分解装置（バクー、1934年）

接触分解（せっしょくぶんかい、catalytic cracking）とは、一般的には触媒の作用によって生ずる分解化学反応のことである。クラッキングとも呼ばれる。ここでは石油精製において重油留分を触媒の作用によって分解し、低沸点の炭化水素に変換するプロセスについて述べる。粉末状の固体触媒を流動層状態で使用することから流動接触分解、FCC(Fluid Catalytic Cracking)とも呼ばれている。

## 概要
原油の蒸留によって得られる各留分の収率は原油の組成によって決まり、需要の比率とは必ずしも一致しない。とりわけ重油の過剰とガソリンの不足が問題となりがちであるので、重油を原料としてガソリンを50 %前後の収率で得られる接触分解装置は石油精製工場において重要な位置を占める。
使用される触媒は粒径数十マイクロメートル程度のゼオライト系固体触媒である。触媒は流動層状態で装置内を循環するので、反応活性に加えて良好な流動性や耐摩耗性が求められる。

## 歴史と特許
シューホフのクラッキングやバートンのクラッキング、バートン・ハンフレーズ（Hamphreys）のクラッキングやダブス（Dubbs）のクラッキングなどいくつかの熱分解の方法が開発されている。1891年、ロシアの技術者、ウラジーミル・シューホフが発明し初めて特許を取得した（ロシア帝国特許No.12926、1891年11月27日）。建設された施設はロシア国内で限定的に使われたが発展しなかった。これとは別に1900年代にアメリカ人技術者のウィリアム・メリアム・バートンとロバート・E・ハンフレーズが同様の施設を考案し、特許を取得した（特許No.1049667、1908年6月8日）。両者の長所は液化装置と気化装置が継続的に圧力下におかれることだった。
初期の装置は過程は連続的ではなかった。また、全ての装置が実用的なものではなかったが、多くの特許がアメリカやヨーロッパを追随して取得された。1924年、アメリカのシンクレア石油コーポレーションの代表者がシューホフを訪れた。シンクレア石油は表向きはスタンダード・オイルが使用していたバートンとハンフレーズの特許がシューホフの特許に基づいていることをシューホフに話すことを願っていた。それができれば、バートン・ハンフレーズの特許を無効にしようと考えているアメリカのライバル企業の支配を強化できるからである。シューホフ自身の興味は基本的に「ロシアで、アメリカに特許侵害として訴えられないクラッキング装置を簡単に造る」ことにあったが、バートンの方法が彼の1891年の特許に原理的に非常に似ていることを知ってシューホフはとても喜んだという。
しかしその数年後、ロシア革命が起こり、ロシアは外貨獲得のため石油産業の発達に躍起になっていった。そのためロシアは最終的に外国企業、ほとんどはアメリカ企業から多くの技術を購入することになった。しかしその後流動接触分解が開発され、すぐにほとんどの熱分解は置き換わった。しかしその交代は完全なものではなく、原料油の性質と市場の需要に依存する熱分解もまだ利用されていた。熱分解は、ナフサや重油、コークスの生産にいまだ重要な役割を果たし、またより複雑な熱分解が様々な目的のために開発されている。これらにはビスブレーキング（Visbreaking）や蒸気分解、石油コークスの製造などが含まれる。
ウィリアム・メリアム・バートンは1912年に温度700–750 °F (371–399 °C)、圧力90 psi (620 kPa)の状況下で進行する熱分解を発明し、その後1921年にユニバーサルオイルの従業員だったC.P.ダブス（Dubbs）はそれを少し発展させた温度750–860 °F (399–460 °C)で進行する熱分解（ダブスのクラッキング）を発明した。

## 機構
分解反応は500 ℃程度で原料油と触媒が接触することによって起こり、以下のような機構で進行していると考えられている。
1. 高温によって軽油や重油を構成する直鎖のアルカンが熱分解を起こし、ラジカル的にC-C結合やC-H結合が切断される。
2. こうして生成したラジカルのうち一部はさらにC-C結合が切断されてアルケンを生成する。
3. 生成したアルケンに触媒からプロトンが供与されることでカルボカチオンが生成する。
4. カルボカチオンは水素原子やアルキル基の転位を起こしたり、切断されたりしていく。この転位反応では安定性の高いアルキル基の置換の多いカルボカチオンが生成しやすいため、主に分岐の多い低沸点アルケンが得られる。

化学反応式は次のようになっている。
1. {\displaystyle {\ce {CH3CH3->2CH3\cdot \ }}}
2. {\displaystyle {\ce {CH3\cdot \ +CH3CH3->CH4+CH3CH2\cdot \ }}}
3. {\displaystyle {\ce {CH3CH2\cdot \ ->CH2=CH2+H\cdot \ }}}
4. {\displaystyle {\ce {CH3CH2\cdot \ +CH2=CH2->CH3CH2CH2CH2\cdot \ }}}
5. {\displaystyle {\ce {CH3\cdot \ +CH3CH2\cdot \ ->CH3CH2CH3}}}
6. {\displaystyle {\ce {CH3CH2\cdot \ +CH3CH2\cdot \ ->CH2=CH2+CH3CH3}}}

分解反応の反応時間は数秒程度ときわめて早く、反応生成物と触媒はサイクロンによって分離される。分離された触媒は、分解反応によって生成した炭素質のコークの付着によって失活している。失活触媒は再生塔に送られコークを燃焼除去して活性を取り戻した後に、再び分解反応へと循環する。また、再生塔は触媒を燃焼熱によって700℃程度まで加熱して吸熱反応である分解反応のための反応熱を与える役割も持つ。
反応生成物は原油と同様に広い沸点範囲を持つ混合物であるので、原油の常圧蒸留装置と類似した蒸留系によってLPG、ガソリン、軽油、重油などの留分に分離される。
接触分解によって得られるガソリンはオレフィン分に富み、レギュラーガソリン相当のオクタン価を持っている。一方、軽油留分は不飽和成分があるためセタン価が低くディーゼルエンジンの燃料には適さない。接触分解によるLPGには、原油蒸留によって得られるものと違ってプロピレン、ブテンなどの不飽和成分を含んでいる。
蒸気分解は高分子量の飽和炭化水素を低分子量の不飽和炭化水素に分解する石油化学のプロセスである。それは原油からエチレンやプロピレンなどの低分子量のアルケン（多くはオレフィン）を生成するプロセスである。蒸気分解のユニットはナフサや液化天然ガス（LPG）などの原料油やエタン、プロパン、ブタンを熱分解炉中の蒸気の作用で分解し、 低分子量の炭化水素が作られる。生成物は原料油の各炭化水素の割合、炭化水素と蒸気の比、炉の温度や入っていた時間などに依存する。
原油とその化学的生成物の差也を対象にした先物取引をクラックスプレッドと呼ぶ。

## 触媒法

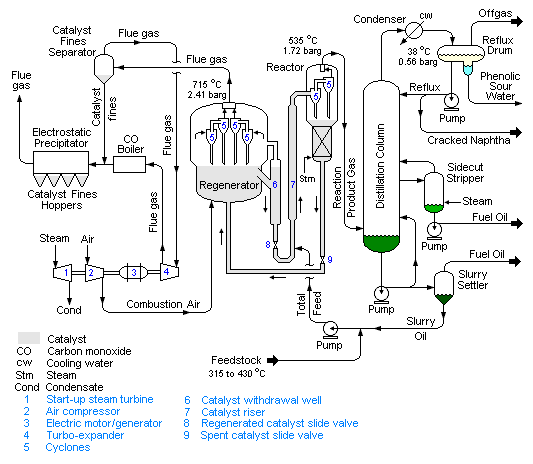
流動接触分解装置の反応プロセス

小粒状触媒を用いた流動接触分解 (FCC) は現在最も広く用いられている分解法で、典型的な石油精製の過程に含まれている。ガソリンの需要が高いアメリカでは「キャットクラッカー」（cat cracker）などの方法が用いられている。触媒クラッキングの過程にはカルボカチオンと不安定な水素化物アニオンを作る酸触媒（大抵はシリカアルミナやゼオライトなどの固体酸）が関わっている。炭素原子にあるフリーラジカルと陽イオンはいずれも不安定で、C-C結合が切断され、アルケンが生じる。